# Florian Eduard Caspér
Florian Eduard Caspér, född den 1 oktober 1820 i Göteborg, död den 21 mars 1878 i Malmö, var en svensk skådespelare. Han var gift med Hedvig Caspér, med vilken han hade dottern Matilda Caspér. 

## Biografi
Fadern, som var böhmare och hette Casper, var med i Napoleonkrigen och kom som krigsfånge till Sverige. 
Efter att först ha varit anställd som lärare vid ett handelsinstitut i Göteborg debuterade Caspér 1843 vid Djurströmska sällskapet, som då spelade i Malmö, som Horatio i H.C. Andersens skådespel Mulatten. Efter att ha tillhört detta sällskap under ett par år, övergick han 1845 till Fredrik Delands sällskap, med vilket han uppträdde på Djurgårdsteatern, varefter han var anställd ett antal år hos Ludvig Zetterholm vid Södra Teatern i Stockholm. År 1864 övertog han tillsammans med Constantin Rohde Folkteatern i de la Croix salong i Stockholm. Sedan denna teater upphört, tog han engagement vid Rohdes sällskap (1865—68), Carl Gustaf Hesslers samt Ladugårdslandsteatern (1869—71). Därefter övergick han till Knut Tivanders sällskap, vilket han tillhörde till sin död. 
Bland hans roller kan nämnas Till i Smyghandlarne, pälsjägaren i Cora, majoren i Damer och husarer och Axelsson i Järnbäraren.

## Omdömen
| ” | Caspér var en bildad man, hvilket i förening med hans samvetsgranna och intelligenta arbete, gjorde honom till en af landsortsteaterns mest framstående artister; denna omständighet gjorde, att han med så stor framgång kunde skapa sådana roller som t. ex. den engelske lorden i "Den lilla sångfågeln", hvilken han gjort till en typ af i sitt slag oöfverträfflig originalitet. | „ |